# Cavaillon (Haiti)
Cavaillon, in creolo haitiano Kavayon, è un comune di Haiti facente parte dell'arrondissement di Aquin nel dipartimento del Sud.